# Phyllocnistis magnatella
Phyllocnistis magnatella är en fjärilsart som beskrevs av Philipp Christoph Zeller 1873. Phyllocnistis magnatella ingår i släktet Phyllocnistis och familjen styltmalar. Inga underarter finns listade i Catalogue of Life.